# Presa romana de Vallehermoso
La presa romana de Vallehermoso, conocida también como mesa de Vallehermoso es un azud romano (siglos II–III d. C.) situado en el municipio de Sonseca, provincia de Toledo, Castilla-La Mancha, España. Construido en el arroyo de Vallehermoso, tiene aproximadamente 170 m de longitud de coronación y conserva una altura máxima de 3 m. 

## Historia
La presa fue construida entre los siglos II y III d. C. sobre el cauce del arroyo homónimo con el propósito de embalsar las aguas estacionales antes de que se infiltraran en los terrenos bajos. Su diseño respondía a la necesidad de captar un caudal muy limitado, que sólo fluía tras lluvias intensas, y almacenarlo para los núcleos dispersos de población y las explotaciones agrarias de la cuenca del Tajo.
Tras la desaparición de la administración imperial, la presa continuó prestando servicio a los poblados cercanos: inicialmente a las comunidades hispano-visigodas y, más tarde, bajo el dominio musulmán, que mantuvieron el aliviadero y el pequeño canal de riego que conducía las aguas hasta los asentamientos de La Mezquitilla y La Tejera. 
Con el paso de los siglos, el embalse se fue cubriendo de sedimentos finos transportados por el arroyo, hasta el punto de quedar casi enterrado bajo capas de limos y materia orgánica. Las fotografías de los años setenta la muestran ya apenas visible.
En 1983, el Ayuntamiento de Sonseca ordenó la excavación de un barranco adyacente para buscar nuevas fuentes de agua potable, acción que desplazó y dañó varios tramos del muro original al carecer de evaluación arqueológica previa.

## Descripción
El cuerpo principal de la presa adopta una sección trapezoidal de gravedad construida con hormigón romano (opus caementicium), revestida en ambos paramentos con opus incertum de sillares y argamasa para aumentar la impermeabilidad. La longitud conservada del muro alcanza los 98,20 m (aunque originalmente era algo mayor), con una anchura en la coronación de 1,85 m y una altura máxima de 3,04 m, trazado en planta con un ángulo obtuso de 171° para optimizar la resistencia al empuje del agua.
Aguas abajo se extiende un terraplén de tierra que contrarresta la presión hidrostática, y en el tramo central se sitúan dos contrafuertes de planta angular diseñados para estabilizar el espaldón cuando el embalse está vacío. Los cimientos descansan directamente sobre el lecho del arroyo, aprovechando la roca natural como base estructural.
En el extremo derecho del muro se conserva un aliviadero superficial, cuyo canal de salida distribuía el agua hacia las antiguas villas de La Mezquitilla y La Tejera. Este desagüe permitía regular el nivel del embalse en épocas de lluvias abundantes, evitando el rebosamiento descontrolado del muro.
En las inmediaciones se localizan cinco canteras de granito con marcas de cincel y ranuras para cuñas de madera, testimonio de la extracción in situ de la piedra berroqueña empleada en la mampostería y el revestimiento de la presa.